# Chelsham
Chelsham är en by i civil parish Chelsham and Farleigh, i distriktet Tandridge, i grevskapet Surrey i England. Byn är belägen 5 km från Caterham. Chelsham var en civil parish fram till 1969 när blev den en del av Chelsham and Farleigh. Civil parish hade 1 285 invånare år 1961. Byn nämndes i Domedagsboken (Domesday Book) år 1086, och kallades då C(h)elesham.